# Thomas Hicks (Bobfahrer)
Thomas A. Hicks (* 1. Juni 1918 in Lyon Mountain, New York; † 14. Juli 1992 in Essex, New York) war ein US-amerikanischer Bobfahrer.

## Biografie
Thomas Hicks wurde 1946 im Viererbob Nordamerikanischer- und Amateur-Athletic-Union-Meister. Bei den Olympischen Spielen 1948 gewann er im Viererbob-Wettbewerb zusammen mit den Brüdern Donald und William Dupree sowie Pilot James Bickford die Bronzemedaille.
Thomas Hicks besuchte die Indiana Technical School und arbeitete bis 1947 für Republic Steel. Anschließend war er über 30 Jahre lang bei Ingersoll Rand tätig.
Im Juli 1992 wurden Hicks und seine Frau Rita in ihrem Haus bei einem nächtlichen Raubüberfall erschossen.